# Commodore 64

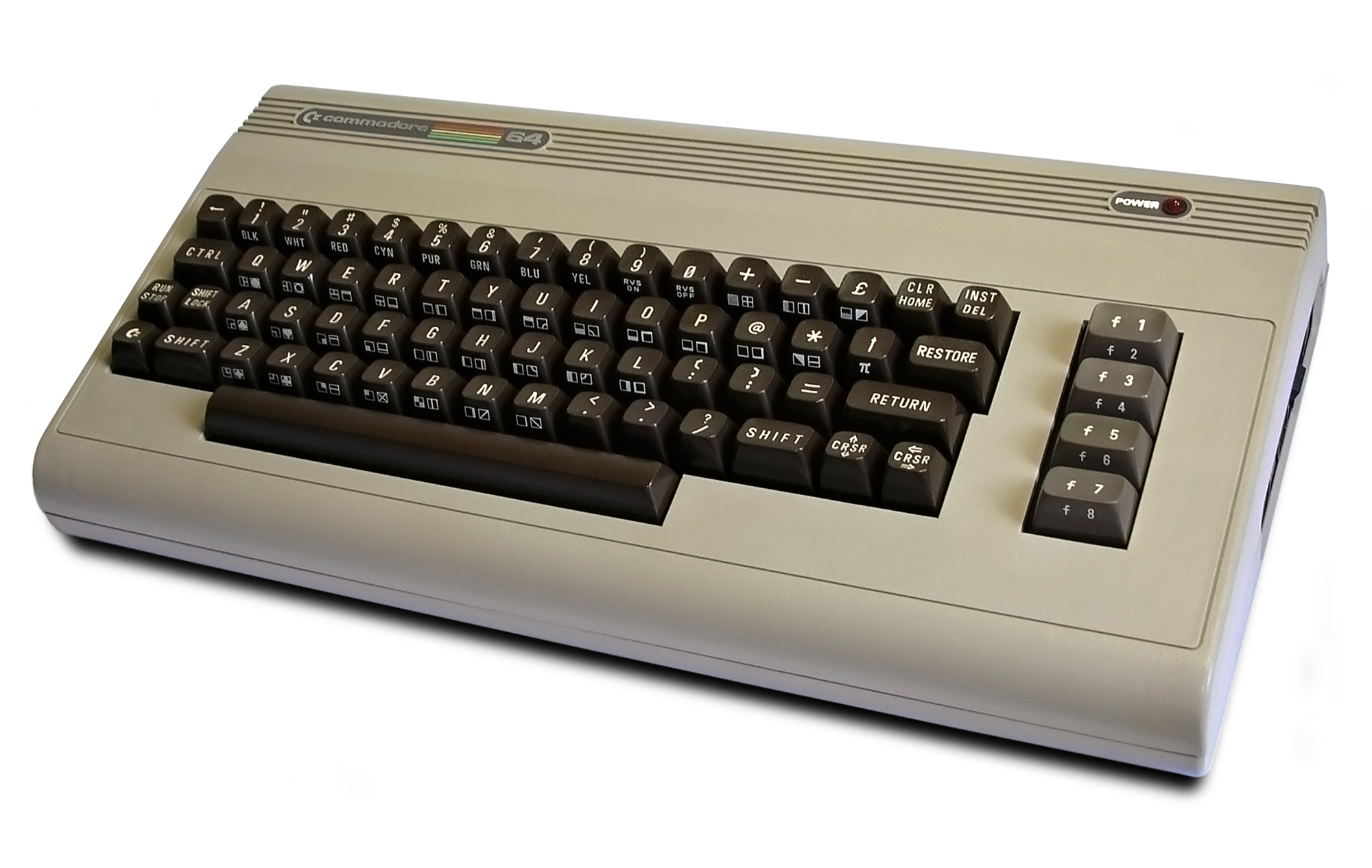
Commodore 64

Commodore 64 (zkráceně C64) byl nejprodávanější a jeden z nejpopulárnějších 8bitových domácích počítačů.
Vyvinula jej v roce 1982 firma Commodore International jako nástupce staršího VIC-20, a v mírně inovované verzi (C64-II) se vyráběl ještě v roce 1993. Podle odhadů se jich za tu dobu prodalo přibližně 17 až 25 milionů kusů. V roce 2010 společnost Commodore USA zveřejnila informaci, že zamýšlí prodávat jeho repliku s procesorem Intel Atom a technologií Nvidia ION.

## Základní popis
Srdcem počítače je procesor MOS Technology 6510 taktovaný na 1 MHz (přesněji 0.985 MHz v PAL verzi a 1.023 MHz v NTSC) , paměť RAM má 64 kilobajtů a ROM 20 kilobajtů (16 KB BASIC a KERNAL + 4 KB znakové ROM). Grafiku má na starosti čip VIC-II a zvuk čip SID 6581, v pozdějších modelech 8580. Počítač měl vestavěný výstup na televizi, videovýstup (A/V out, lze připojit i S-Video a dokonce i audiovstup), vstup Expansion pro cartridge, sériový a paralelní port a 2 vstupy pro joysticky.
V počítači byl vestavěný Commodore BASIC V2.0, pro který bylo k dispozici necelých 39 kB paměti. Programy ve strojovém kódu však dokázaly využít téměř celou kapacitu 64 kB.

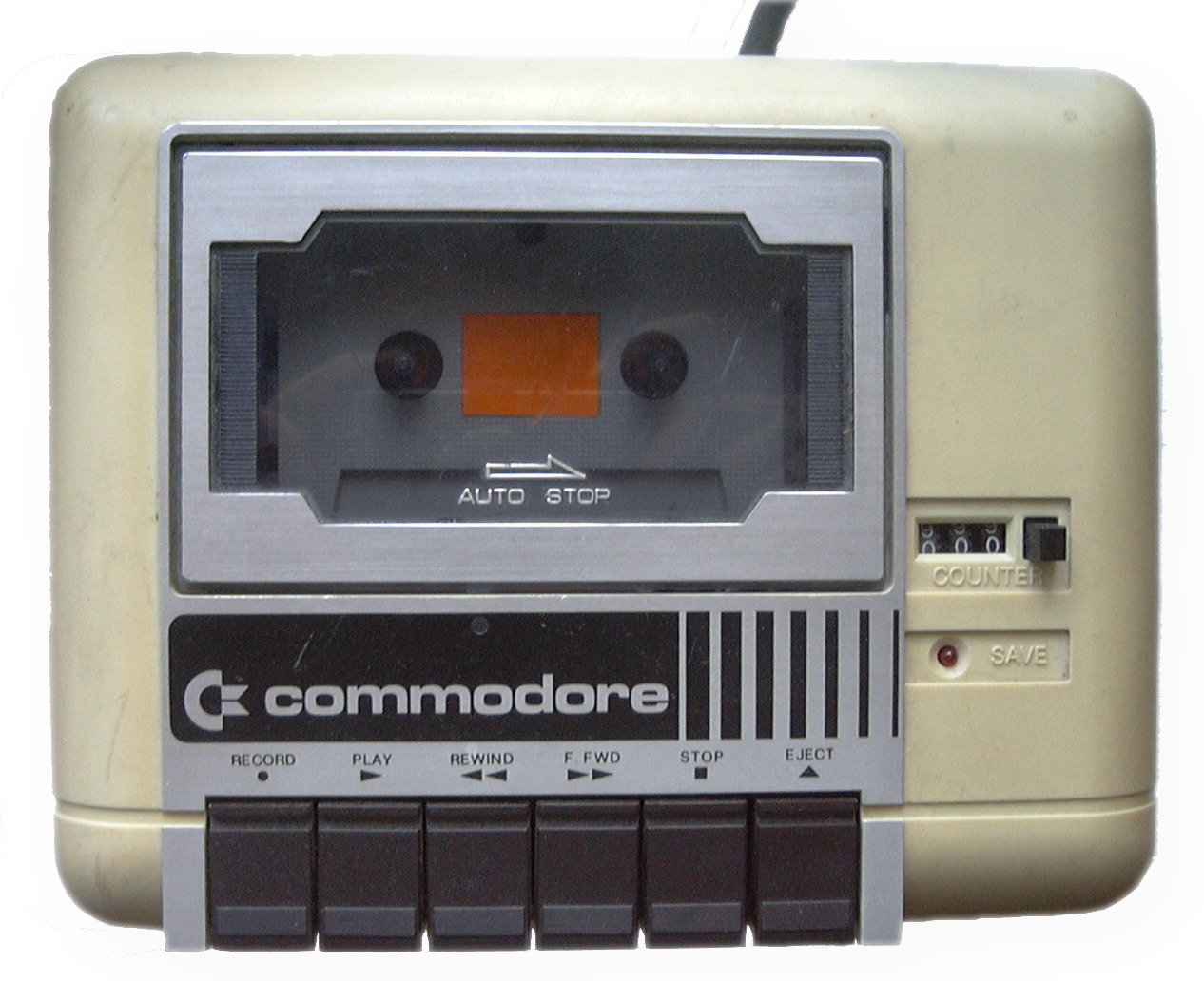
Kazetová mechanika k C64

K počítači se prodávalo množství periférií, například 5,25" disketová mechanika 1541 s vlastním procesorem a pamětí, později menší a lepší 1541-II, 1571 se dvěma hlavami (nebylo nutné disketu obracet), 1581 pro 3,5" diskety, několik typů kazetových rekordérů, barevný monitor, tiskárna, vše od firmy Commodore. Stále však vzniká a vyvíjí se nový hardware, například IDE64, SuperCPU, nebo MMC64. Pro možnost hraní her pro více než dva hráče vznikly adaptéry pro připojení obvykle dalších dvou joysticků prostřednictvím uživatelského portu. Existuje také interface Inception pro připojení 8 joysticků, který se připojuje na port pro joystick místo samostatného joysticku, interface byl prezentován na Forever 2014.
Pro C64 vzniklo množství softwarového vybavení: komerčních her a jejich klonů, programy a utility pro zpracování grafiky, hudby, textové procesory, databáze, nebo programování v assembleru, či desktopový grafický operační systém GEOS.
Nutno také zmínit o tzv. C64 scéně, což je komunita lidí sdružující se v tzv. skupinách, které pořádají různé soutěže a party, kde se prezentují vlastními výtvory v tzv. demo, což jsou audiovizuální prezentace. Dá se říci, že díky scéně žije C64 dodnes.
Jednou z důležitých součástí C64 scény je znalost programování v assembleru.

## Grafické možnosti
Grafiku má na starosti chip MOS Technology VIC-II (6569/8565 pro PAL, 6567/8562 pro NTSC). Jeho schopnosti jsou následující:

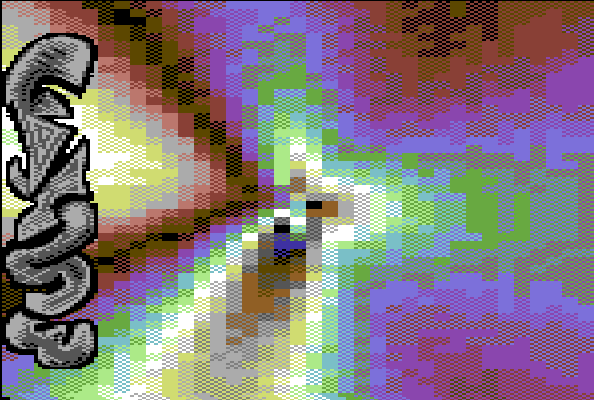
Obraz z dema Follow the Sign III

- Grafický mód Hires – Rozlišení 320×200. V každém bloku 8×8 pixelů jsou 2 barvy (paper a ink – stejně jako u ZX Spectra).
- Grafický mód Multi – Rozlišení 160×200. Tedy každý horizontální bod je zdvojený, což vytváří hrubší grafiku, ale na druhou stranu je v bloku 4×8 (8×8 v hires) možno použít 4 různé barvy. jedna z barev je barva podkladu, která je společná pro celou obrazovku (nejčastěji se používá černá).
- Textový mód 40×25 znaků – Obdoba textového módu v PC. Lze použít jak hires (znak 8×8), tak multi textový mód (více barev, ale jeden znak má jen 4×8 pixelů). Tyto 2 módy lze dokonce kombinovat.
- 16 barev – Jedná se o opravdových 16 různých barev, ne jako u ZX Spectra, kde bylo použito 8 barev + bright každé barvy. Tento výčet barev je však pouze orientační. Pomocí grafických módů bylo možné prokládáním bodů budit dojem jakékoliv barvy běžného barevného spektra.
- 8 spritů – Každý sprite má rozlišení 24×21 (Hires) nebo 12x21 (Multi) a může být kdekoliv na obrazovce. Sprity lze 2× zvětšit v ose X i Y, pomocí softwarového triku jdou zvětšit i vícenásobně.
- Registr rastru – Speciální registr na adrese $D012, snad nejpoužívanější registr v demech ale i ve hrách. Jeho přečtením lze totiž zjistit aktuální pozici obrazového paprsku na monitoru (televizi), a takto se dají tvořit různá grafická kouzla. Například sprity lze zobrazit mimo obrazovku v borderu, ve vertikální ose je možno použít libovolné množství spritů, a navíc jde vytvořit celé nové grafické módy, viz dále.
- Speciální grafické módy – Pomocí kombinace rastrového registru, přepínání paměťových bank a precizního časování vznikla běhel let na C64 celá škála „nových“ módů, například mód FLI (na první pohled jako Multi, ale v každém bloku 4×8 může být všech 16 barev), IFLI – Interlaced FLI (pomocí přepínání jemná interlace grafika ze dvou FLI obrazovek), SuperHires (Hires grafika doplněná kvůli barvám o sprity) a spousta jiných (UIFLI, AFLI, MCI, Super hires interlaced atd.)

## Zvukové možnosti
Zvukový čip SID byl ve své době považován za malý hudební zázrak. V době, kdy v různých konzolích, domácích počítačích, ale i herních automatech pípal AY 389x a jeho obdoby, SID dokázal mnohem víc. Zde je souhrn vlastností:
- 3 hlasy – rozsah 8 oktáv, frekvence je 16bitová (65536 hodnot), takže se opravdu nemůže stát, že by některý tón zněl falešně. Pro každý tón lze zvolit „barvu“ – Hrana, Pila, Trojúhelník nebo Šum. Kromě šumu lze tyto barvy kombinovat. Navíc lze 12bitově zvolit frekvenci pro Hranu (rozchod jednotlivých hradeb) – takto lze vytvořit tzv. Pulse zvuk, snad nejtypičtější znak sidových hudeb.
- ADSR – z anglického Attack-Decay-Sustain-Release (Náběh-Úpadek-Držení-Uvolnění) – hlasitostní průběh každého tónu se pokaždé volí v těchto hodnotách, dlících ve 2 registrech pro každý hlas (každá složka je tedy 4bitová).
- Resonantní filtry – lze zvolit Nízko-, Středo- a Vysokofrekvenční filtr a tyto také jakkoliv kombinovat, a to ve 12bitových frekvenčních hodnotách. K tomu lze pro důraz zvuku nasadit rezonanci (4bitově).

### SID 6581 versus 8580
Označují se také jako SID 1 (nebo Old SID) a SID 2 (nebo New SID). SID 1 byl použit v prvních verzích C64 a také v Commodore 128. Přibližně od roku 1987, kdy se začala vyrábět inovovaná verze C64-C, se v něm objevuje i nový SID 8580 (není to však pravidlem). Rozdíly ve zvuku obou verzí čipu jsou dost markantní:
- SID 1 je poznamenán několika chybami – především je to rušivý šum při hraní, který se dá potlačit jen softwarovým vypnutím obrazovky. Filtry znějí v každém jednotlivém čipu trošku jinak – z tohoto pohledu je každý SID 6581 originál. (Podle slov samotného tvůrce čipu Roba Yanesse se filtry ani moc nepovedly a nedoporučil je příliš používat.) Barvy zvuku (waves) se dají míchat jen částečně (Hrana+Trojúhelník) a také v ADSR je menší chyba. Samotný zvuk je také ostřejší než u SIDu 2.

- SID 2 už nešumí, filtry jsou pozměněné a znějí lépe, a všechny waves se dají míchat (kromě šumu). Na druhou stranu je celkový zvuk měkčí než u SIDu 1, a také samply objevující se v mnoha hudbách nejsou slyšet – pro tyto vlastnosti byl nový SID dost kritizován.

Milovníci sidových hudeb mají doma většinou 2 C64 s oběma typy SIDu, na tom starém znějí totiž lépe staré hudby – tj. z většiny her, a někteří hudebníci používají SID 1 dodnes. SID 2 je více používán v současné demoscéně a lépe se na něm tvoří různé trance-techno hudby. V soutěžích na demoscene party bývají také kategorie speciálně pro SID 1 a SID 2.